# Sør-Varanger
Sør-Varanger (Sydvaranger jusqu'en 1918 ; en same du Nord : Mátta-Várjjat ; en kvène : Etelä-Varangin) est une commune norvégienne située dans le comté de Finnmark. Située à l'extrême nord-est du pays, aux frontières avec la Finlande et la Russie, elle occupe une superficie de 3 967 km2, et comptait au 1er trimestre 2022 9 925 habitants.

## Toponymie
Varanger (en vieux norrois : Ver(j)angr) est à l'origine le nom d'un fjord, et sør signifie « sud ». Ver désigne un village de pêcheurs, et angr signifie « fjord ». Le nom désignait probablement à l'origine le fjord étroit appelé aujourd'hui Meskfjorden. Avant 1918, le nom s'écrivait Sydvaranger. Jusqu'en 1964, il existait aussi une municipalité appelée Nord-Varanger, aujourd'hui réunie à la municipalité de Vadsø.

## Géographie

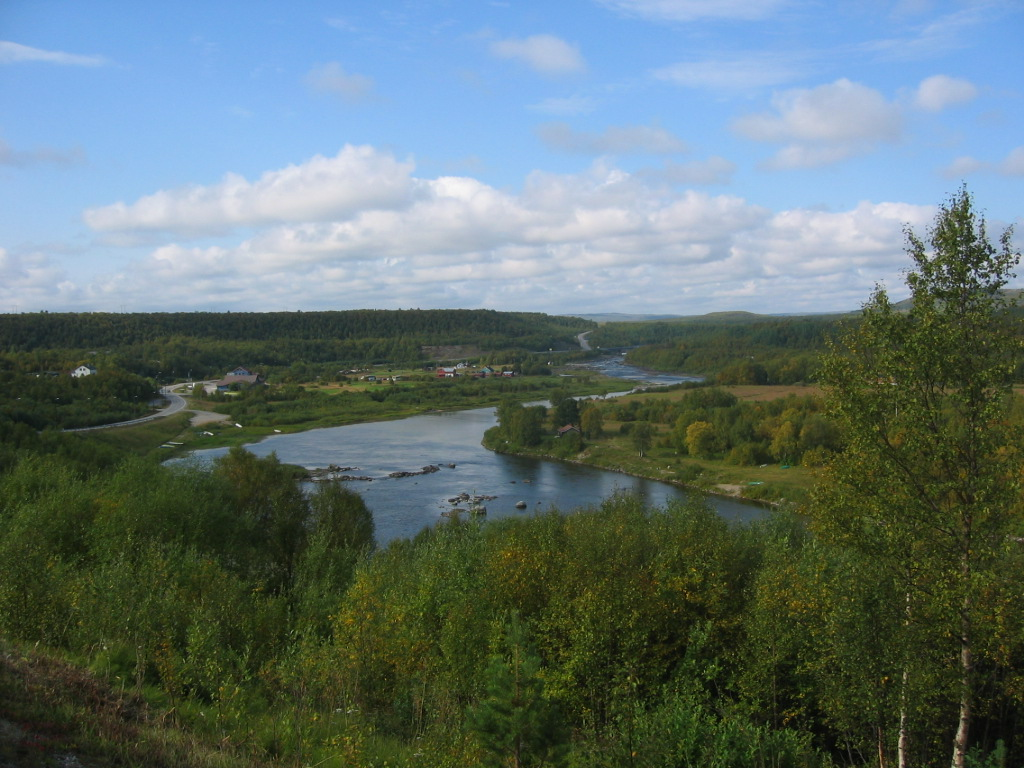
La rivière Neidenelva

### Localisation

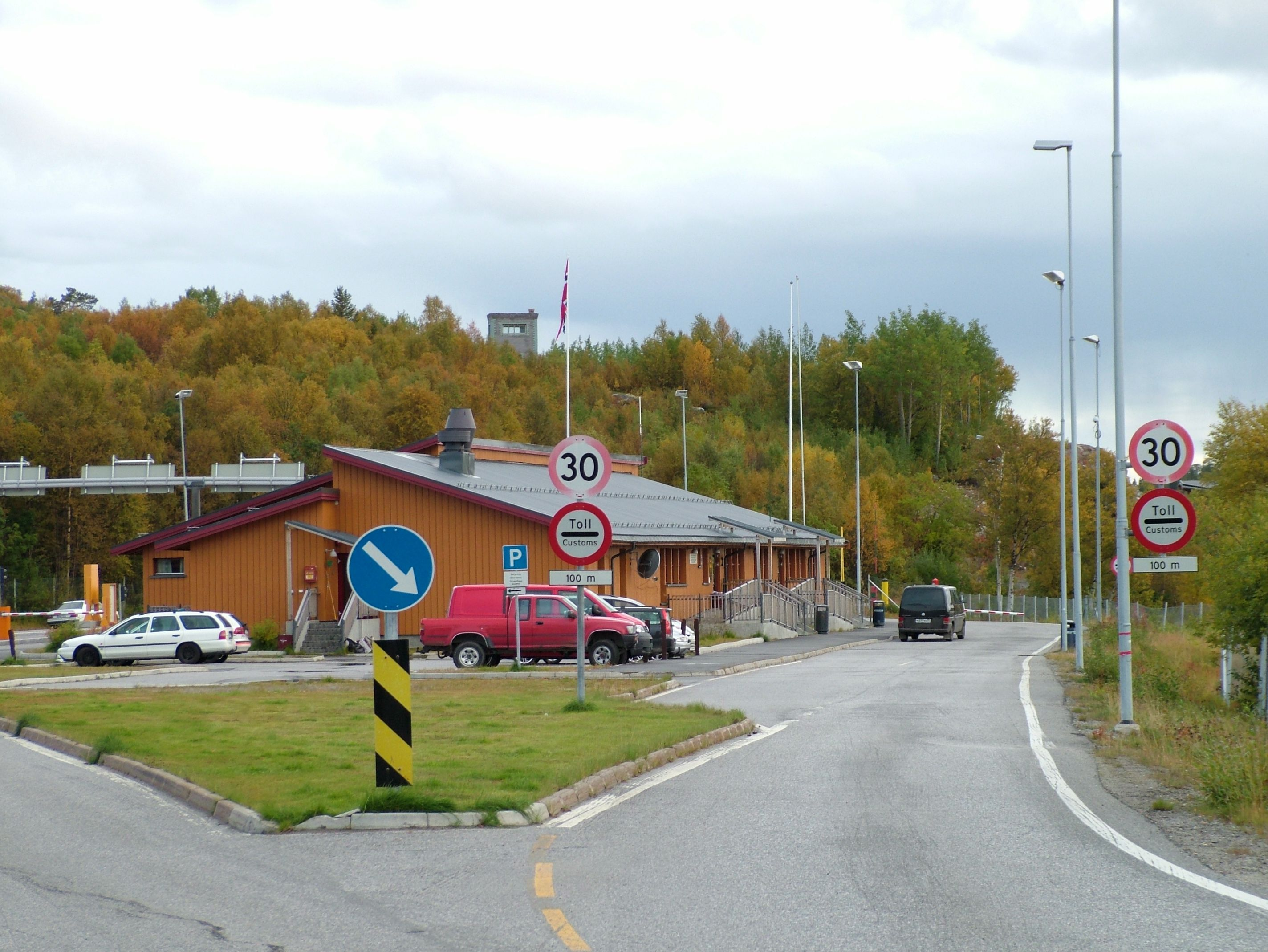
Point de passage frontalier de Storskog

Située dans la corne nord-est du comté, Sør-Varanger est limitrophe de la Finlande (commune d'Inari) au sud-ouest, et de la Russie (raïon de Petchenga, oblast de Mourmansk) à l'est. Elle est également voisine de la commune de Nesseby à l'ouest, et de Vadsø et Vardø par-delà le fjord Varanger au nord.
La Norvège et la Russie ont 196 km de frontière commune. Les postes-frontières sont, du nord au sud : Grense Jakobselv, Korpfjell, Elvenes, Svanvik, Skogfoss, et Gjøkåsen. Le point de contrôle de Storskog constitue le seul point de passage autorisé entre les deux pays. Un accord depuis 2012, lève le régime de visas pour les travailleurs frontaliers de Sør-Varanger et du raïon de Petchenga en Russie.  
La ville principale, Kirkenes, se situe à près de 2 500 km d'Oslo par la route (via l'E6).

### Climat
Le climat est subarctique, continental et sec, marqué par des hivers froids et des étés relativement chauds. La nature est assez variée, depuis les paysages de plateaux (vidda) jusqu'aux forêts de pins (Pasvik) et de bouleaux de basse altitude, en passant par des zones humides et des fjords pittoresques. La flore est généralement similaire à la taïga russo-sibérienne, avec notamment quelques centaines d'épicéas de l'espèce russe. On trouve aussi des zones de toundra le long de la Mer de Barents. On peut rencontrer des ours dans le haut des vallées, notamment dans le Parc national d'Øvre Pasvik (67 km2), où nidifient la grue cendrée, le cygne chanteur et la chouette harfang.

### Topographie
Le relief est modéré : le principal sommet, le Bugøynesfjellet (Garanasçåkka), s'élève à 497 m. Il est suivi du Ravtinden (Skappelouvtgaisa, 468 m), de l'Øretoppen (Beallacåkka, 465 m), de l'Urralas (Brastind, 446 m), du Skogerøytoppen (Aggelgaisa, 445 m).
Les principaux cours d'eau se nomment : Pasvikelva (145 km, dont 112 sont frontaliers avec la Russie), Neidenelva (100 km), Grense-Jakobselv, Klokkerelva, Karpelva, Munkelva, Sandneselva.
Les fjords sont d'abord le large Varangerfjord, puis Bøkfjorden, Langfjorden, Jarfjorden, Munkefjorden, Neidenfjorden, Kjøfjorden, Korsfjorden, Bugøyfjorden.
Outre Kirkenes et les localités proches (Hesseng, Bjørnevatn, Sandnes, Neiden), les autres agglomérations sont surtout des hameaux dispersés le long des fjords (Bugøyfjord et Bugøynes, Jarfjord, Svanvik) et de la rivière Pasvik  : Skogfoss, Vaggetem. Grense Jakobselv, à 60 km à l'est de Kirkenes, sur la rivière du même nom, n'est plus habité de nos jours.
Les principaux lacs sont : le Jerestanjavri, le Bjørnevatnet, le Langvatnet, le Sandneslangvannet, ainsi que le Førstevannet, l'Andrevannet, le Prestevannet et le  Tredjevannet à proximité immédiate de Kirkenes et Hesseng.

#### Îles
Parmi les îles de la ville se trouvent : 
- Ytre Kobbholmen ;
- Midtre Kobbholmen ;
- Indre Kobbholmen ;
- Flatskjeret ;
- Miennaskjeret ;
- Klubben ;
- Sotskjær ;
- Skarvskjæran ;
- Njálbmesuolu ;
- Festningen ;
- Lyngøya ;
- Skipsholmen ;
- Nakkeskjæret ;
- Berffiskjæran ;
- Rundskjæret ;
- Stongskjæret ;
- Trifanskjæret ;
- Hinnøya ;
- Lilleholmen ;
- Spergitholmen ;
- Holmengrå ;
- Skitnskjær ;
- Engelskmannsskjæret ;
- Sabelskjæret ;
- Kjelmøya
- Skipshamnholmen ;
- Reinøya ;
- Skogerøya ;
- Steinskjæret ;
- Buholmen ;
- Vardeskjeret ;
- Mattisholman ;
- Grasholmen ;
- Hareholmen ;
- Vottholmen ;
- Austerskjæran ;
- Travarskjæret ;
- Spikarholmen ;
- Gandholmen ;
- Tremannsholmen ;
- Čoammir ;
- Skitskjæret ;
- Kjøøya
- Revholmen ;
- Brannholmen ;
- Valholmen ;
- Tolken ;
- Brasholmen ;
- Gieddesuolu ;
- Oterfjordskjæret ;
- Davitsuolu ;
- Kasterholmen ;
- Šumppár ;
- Vagnfjordholmen ;
- Bergholmen ;
- Finnholmen ;
- Smella ;
- Bugøya ;
- Sankarholmen ;
- Svinøya.

## Histoire
Les habitants du territoire étaient à l'origine des skolts. Ce groupe de samis se déplaçait le long des côtes et dans l'intérieur des terres longtemps avant la fixation des frontières. Au XVIe siècle, ils furent convertis au christianisme orthodoxe, et aujourd'hui encore, la chapelle de Saint George à Neiden, qui date de 1565, témoigne de cette influence orientale.
En 1826, les territoires jusqu'alors disputés furent partagés entre la Suède-Norvège et l'Empire de Russie (la Finlande étant alors une grand-duché russe depuis 1809), ce qui entraîna de grandes difficultés pour les Samis. L'état norvégien encouragea également les colons norvégiens à s'établir dans la région, où ils construisirent des églises luthériennes pour contrebalancer l'héritage orthodoxe. Au cours du XIXe siècle, des colons finnois (les Kvènes) arrivèrent dans les vallées, et à partir de 1906 les Norvégiens affluèrent en grand nombre lors du début de l'exploitation des mines de fer à Kirkenes.
En 1906, Sydvaranger ouvrit la mine de Bjørnevatn ; quatre ans plus tard, la mine était reliée au port de Kirkenes par le chemin de fer de Kirkenes-Bjørnevatnbanen, la ligne ferroviaire la plus septentrionale au monde. Cette mine a été fermée en 1996.
Sør-Varanger a été séparé de la municipalité de Vadsø le 1er juillet 1858.
À la fin de la Seconde Guerre mondiale, 2 500 personnes environ trouvèrent refuge à Bjørnevatn dans un tunnel, qui existe toujours.

## Économie

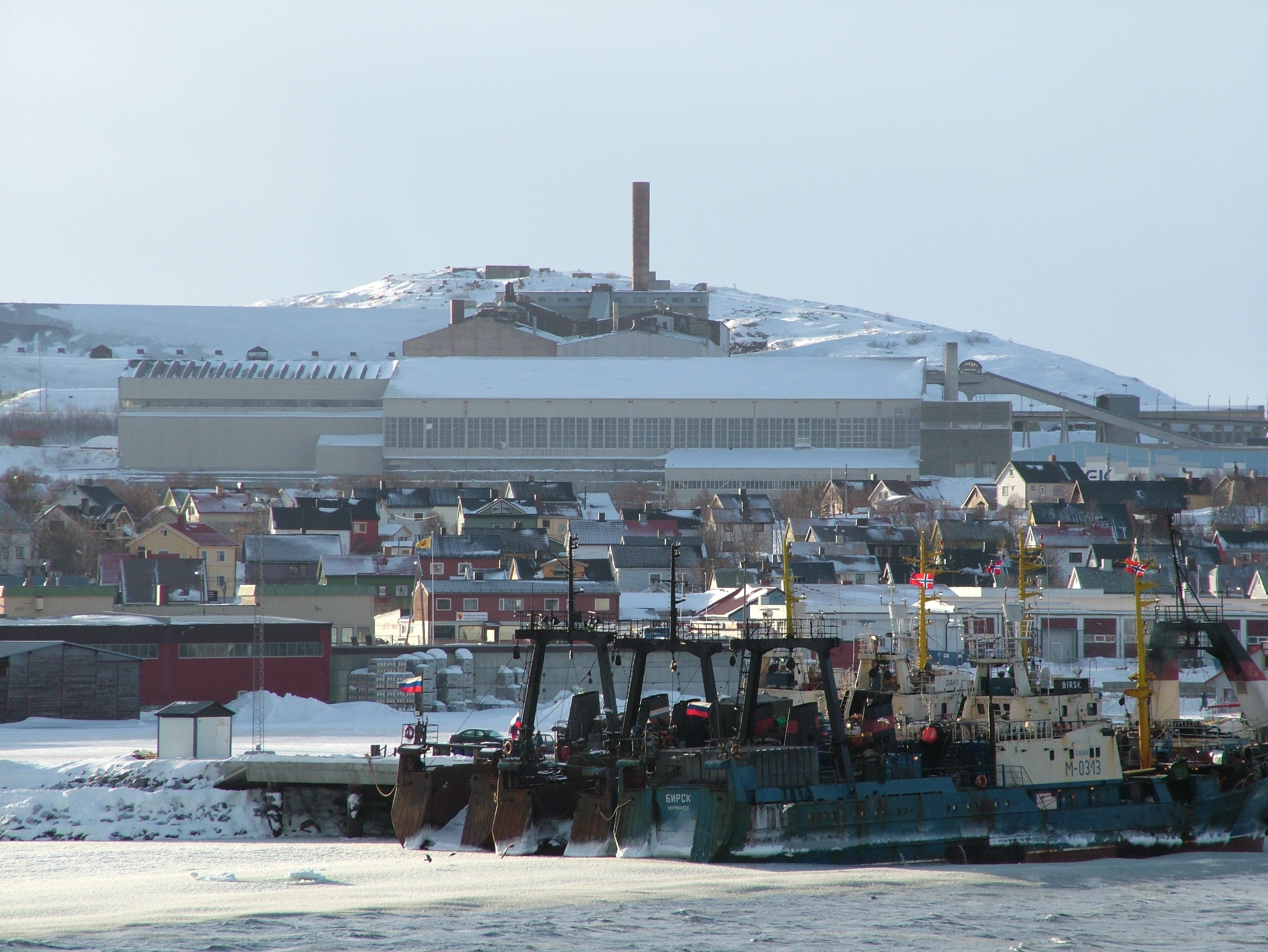
Le port de Kirkenes en hiver.

Avant le démarrage de l'exploitation du minerai de fer, l'économie de Sør-Varanger était basée essentiellement sur l'élevage du renne et la pêche.
Le centre géographique et économique de la commune est aujourd'hui Kirkenes, qui compte environ 3 500 habitants. C'est l'une des principales villes du Finnmark, et le terminus à la fois du Hurtigruten (bateau côtier) et de la Route européenne 6 (E6). L'aéroport de Høybuktmoen est le plus important du Finnmark oriental, avec des vols directs pour, entre autres, Oslo, Alta et Tromsø.
La ville se construisit autour de la compagnie minière A/S Sydvaranger, qui commença à exploiter le minerai de fer à partir de 1906. Une des conséquences de la politique d'immigration norvégienne fut le développement de l'agriculture dans la vallée de Pasvik par les colons norvégiens, au lieu des activités traditionnelles de pêche et de chasse pratiquées par les Samis et les Kvènes.
Kirkenes occupe également une place stratégique dans ce qu'on appelle la « région de Barents » (qui regroupe les parties septentrionales de la Norvège, de la Suède, de la Finlande et de la Russie jusqu'à l'Oural). Elle constitue un carrefour de développement pour la collaboration économique avec la Russie du nord-ouest. Les principales activités sont portuaires, liées à la réparation des bateaux, et de services. L'armée représente aussi un employeur important pour la commune, avec la garnison de Sør-Varanger à Høybuktmoen, qui constitue sa principale unité. Le journal de Sør-Varanger est le Sør-Varanger Avis.
La Russie maintient un consulat général à Kirkenes. Il existe aussi à Kirkenes un « Commissariat frontalier » (grensekommissariat), chargé de faire respecter le compromis frontalier, qui remonte à 1826 ; ainsi qu'un commissariat russe homologue. Le commissaire norvégien actuel est Leif Arne Ljøkjell.
La pêche au crabe royal est pratiquée à Bjørnevatn.
La commune avait en 2009 le plus haut taux d'absentéisme pour raisons de santé du Finnmark, soit 15,1 %.

## Politique

### Administration
Lors des élections de 2003, le Parti des travailleurs (Arbeiderpartiet) avait obtenu 28,9 % des voix, le parti libéral Fremskrittpartiet 13,9 %, le parti de droite Høyre 15,0 %, le Senterpartiet 12,9 % et le Sosialistisk Venstreparti 18,4 % (53,5 % de participation).
Aux élections de 2007, ces résultats étaient respectivement de : 41,4 %, 15,9 %, 8,9 %, 19,6 %, 9,1 % (participation 57,9 %).

### Défense
L'armée norvégienne a eu une forte présence dans la commune, surtout dans la période de l'après-guerre. La garnison de Sør-Varanger (GSV) est stationnée à Høybuktmoen. Sa mission principale est la surveillance de la frontière avec la Russie.

## Démographie

### Éducation
La commune possède plusieurs écoles primaires, dont la principale est la Kirkenes barne- og ungdomsskole.
Le lycée de Kirkenes se trouve à Hesseng, à cinq kilomètres. Il assure des formations techniques notamment en construction, électricité, mécanique, hôtellerie, économie, secteur social et de la santé, administration. L'université populaire de Pasvik se trouve également sur le territoire de la commune.

## Culture et patrimoine

### Activités culturelles et sportives
- La Maison de la culture de Malmklang a été désignée lieu du millénaire (tusenårssted)[6]. Elle avait été ravagée par un incendie en 2005, et la municipalité travaille à la reconstruire et à la moderniser pour l'adapter à l'art de la scène.
- Le musée de la zone frontière (Grenselandmuseet) constitue la branche principale du musée de Sør-Varanger. Il propose des expositions permanentes sur l'histoire frontalière spécifique de la région, la Seconde Guerre mondiale et l'exploitation minière par la compagnie Sydvaranger. Il abrite également le musée Savio (art graphique).
- Les Journées de Kirkenes (Kirkenesdagene) sont une manifestation commerciale et culturelle annuelle qui se tient le premier week-end d'août.
- Activités sportives :
  - Aprilstevnet, tournoi de lutte qui rassemble des participants internationaux de toute la région de la Mer de Barents
  - Pasvik Trail, troisième plus grande course de chiens de Norvège
  - Barentsstevnet, compétition de natation
  - le Centre alpin de Sandnes constitue la plus grande installation de ski alpin du Finnmark oriental. Il comprend une piste de descente et un remonte-pente.

La commune est jumelée avec :
- la commune de Petsamo (Russie)
- la ville de Severomorsk (Russie)
- la commune d'Inari (Finlande)

### Tourisme
On peut visiter dans les environs la chapelle orthodoxe de Saint George à Neiden, la chapelle du Roi Oscar II à Grense Jakobselv sur la frontière russe (construite en 1869 pour marquer la frontière) et des constructions labyrinthiques remontant à la préhistoire, probablement à usage religieux.
Bugøynes (à 100 km au nord-ouest de Kirkenes) est un petit port de pêche, dont les 300 habitants sont principalement d'origine finnoise. L'endroit n'a pas été incendié lors de la Seconde Guerre mondiale, de sorte qu'on peut encore y voir des constructions de style finnois du XIXe siècle. On y trouve aussi des équipements portuaires restaurés et une maison de commerçant de 1850, dépendants du Musée de Sør-Varanger.
Parmi les activités de loisir prisées localement, on peut mentionner, outre la randonnée, la pêche au saumon dans les nombreuses rivières, la chasse à l'élan et au lagopède, et les excursions en motoneige. De nombreux habitants possèdent et utilisent un chalet (hytte en norvégien) dans des endroits écartés de la municipalité.

### Blason
Le blason de la commune est récent puisqu'il date du 16 avril 1982. Il représente trois flammes de gueules sur champ d'or, le nombre 3 symbolisant à la fois les trois principales ressources (agriculture, pêche et exploitation minière), les trois rivières (Neiden, Pasvikelva et Jakobselva) qui marquent ici les frontières de trois pays (Norvège, Finlande et Russie), et les trois ethnies présentes dans la commune (Norvégiens, Samis et Kvènes).

### Personnes liées à la commune
- Vegard Ulvang (10 octobre 1963–), skieur de fond
- John Savio (1902–1938), artiste same
- Ola Haldorsen (né le 29 avril 1965), joueur et entraîneur de football
- Hans Thomas Lange Schaanning (1878–1956), ornithologue
- Osvald Harjo (30 septembre 1910–20 avril 1993) partisan norvégien pendant la Seconde Guerre mondiale
- Aksel Konrad Mikkola (né le 17 juin 1891), ex-parlementaire (Arbeiderpartiet)